# هومن بهمنش
هومن بهمنش (زاده ۳۰ شهریور ۱۳۵۹ در لاهیجان) مدیر فیلمبرداری اهل ایران است.
هومن بهمنش در ۳۰ شهریور ۱۳۵۹ در خانواده‌ای اهل سنندج در لاهیجان به دنیا آمد.
او در رشته کارگردانی سینما تحصیل کرده و عضو انجمن مدیران فیلمبرداری سینمای ایران، انجمن فیلم کوتاه سینمای ایران، آکادمی علوم و فنون سینمایی آسیا پاسیفیک-استرالیا می‌باشد.
او جوایزی از جشنواره‌های بین‌المللی و دیگر جشنواره‌ها برای فیلمبرداری دریافت کرده‌است. بهمنش در سال‌های ۹۱ و ۹۵ برنده سیمرغ بلورین بهترین فیلم‌برداری جشنواره فیلم فجر شده‌است. او از سال ۱۳۷۴ فعالیت خود را در سینما از انجمن سینمای جوانان ایران آغاز کرد و در سال ۱۳۸۴ با فیلم سینمایی آن سه به صورت مستقل مدیریت فیلمبرداری را آغاز کرد.

## فیلم‌های سینمایی

### مدیر فیلمبرداری
| سال  | نام فیلم                                  | کارگردان          |
| ---- | ----------------------------------------- | ----------------- |
| ۱۴۰۰ | برادران لیلا                              | سعید روستایی      |
| ۱۳۹۸ | خورشید                                    | مجید مجیدی        |
| ۱۳۹۷ | متری شیش‌ونیم                              | سعید روستایی      |
| ۱۳۹۷ | سرخپوست                                   | نیما جاویدی       |
| ۱۳۹۷ | جاندار                                    | پدرام پورامیری    |
| ۱۳۹۷ | فیگور (همزمان مجری‌طرح و سرمایه‌گذار)       | پویا پارسامقام    |
| ۱۳۹۶ | سمفونی نهم                                | محمدرضا هنرمند    |
| ۱۳۹۶ | سال دوم دانشکده من                        | رسول صدرعاملی     |
| ۱۳۹۵ | تابستان داغ (همزمان مجری‌طرح و سرمایه‌گذار) | ابراهیم ایرج‌زاد   |
| ۱۳۹۴ | خانه‌ای در خیابان چهل و یکم                | حمیدرضا قربانی    |
| ۱۳۹۴ | مالاریا                                   | پرویز شهبازی      |
| ۱۳۹۴ | اژدها وارد می‌شود                          | مانی حقیقی        |
| ۱۳۹۳ | من دیه‌گو مارادونا هستم                    | بهرام توکلی       |
| ۱۳۹۲ | بهمن                                      | مرتضی فرشباف      |
| ۱۳۹۲ | امروز                                     | رضا میرکریمی      |
| ۱۳۹۲ | ملبورن                                    | نیما جاویدی       |
| ۱۳۹۱ | زندگی مشترک آقای محمودی و بانو            | روح‌الله حجازی     |
| ۱۳۹۱ | دربند                                     | پرویز شهبازی      |
| ۱۳۹۰ | گناهکاران                                 | فرامرز قریبیان    |
| ۱۳۹۰ | زندگی خصوصی آقا و خانم میم                | روح‌الله حجازی     |
| ۱۳۹۰ | خوابم میاد                                | رضا عطاران        |
| ۱۳۹۰ | پذیرایی ساده                              | مانی حقیقی        |
| ۱۳۸۹ | صدای پای من                               | مهرداد خوشبخت     |
| ۱۳۸۹ | گل‌چهره                                    | وحید موسائیان     |
| ۱۳۸۸ | چیزهایی هست که نمی‌دانی                    | فردین صاحب‌الزمانی |
| ۱۳۸۷ | طاووس‌های بی‌پر                             | جواد مزدآبادی     |
| ۱۳۸۷ | به هدف شلیک کن                            | محمد کتیرایی      |
| ۱۳۸۶ | صندلی خالی                                | سامان استرکی      |
| ۱۳۸۵ | شیرین                                     | عباس کیارستمی     |
| ۱۳۸۴ | آن سه                                     | نقی نعمتی         |

## سریال
- خاتون (مجموعه نمایش خانگی) نیم فصل اول (تینا پاکروان، ۱۴۰۰)

## فیلم‌های مستند بلند[نیازمند منبع]
- رئیس‌جمهور میرقنبر (محمد شیروانی، ۱۳۸۴)
- لیلی کجاست (محمد شیروانی، ۱۳۸۵)
- دستور آشپزی (محمد شیروانی، ۱۳۸۶)
- مادران جهان (جاستین شاپیرو-آمریکا، ۱۳۸۶)
- لالایی (منیژه حکمت، ۱۳۸۸)

## جوایز
- جایزه بهترین فیلمبرداری از جشنواره فیلم دانشجویان سوره (۱۳۸۱)
- جایزه بهترین تدوین از جشنواره بین‌المللی فیلم زن (یونیسف) عراق (۱۳۷۸)
- جایزه بهترین فیلمبرداری از جشنواره جهانی فیلم کوتاه اصفهان (۱۳۸۳)
- جایزه بهترین فیلمبرداری از جشنواره فیلم کوتاه تهران (۱۳۸۵)
- جایزه بهترین فیلمبرداری از نخستین جشنواره فیلم مستند سینما حقیقت (۱۳۸۶)
- جایزه بهترین فیلمبرداری از فستیوال آسیا پاسفیک-استرالیا (۲۰۰۷)
- جایزه بهترین فیلمبرداری از دهمین فستیوال بین‌المللی بوستون آمریکا (۲۰۱۲)
- برنده سیمرغ بلورین بهترین فیلمبرداری از سی و یکمین دوره جشنواره فیلم فجر برای فیلم دربند (۱۳۹۱)
- نامزد دریافت جایزه بهترین فیلمبرداری در سه دوره جشن فیلم کوتاه خانه سینمای ایران
- نامزد دریافت جایزه بهترین فیلمبرداری از مراسم جایزه سال سینمای آسیا (هنگ کنگ ۲۰۰۸)
- دیپلم افتخار بهترین فیلمبرداری در هفتمین جشن انجمن منتقدان و نویسندگان سینمای ایران برای فیلم دربند (۱۳۹۲)
- جایزه بهترین فیلمبرداری در دهمین جشن انجمن منتقدان و نویسندگان سینمای ایران برای فیلم اژدها وارد می‌شود
- جایزه بهترین فیلمبرداری در سیزدهمین جشن انجمن منتقدان و نویسندگان سینمای ایران برای فیلم‌های متری شیش و نیم وسرخ‌پوست
- نامزد دریافت بهترین فیلمبرداری در چهاردهمین جشن انجمن منتقدان و نویسندگان سینمای ایران برای فیلم خورشید
- نامزد سیمرغ بلورین بهترین فیلمبرداری در سی و دومین جشنواره بین‌المللی فیلم فجر برای فیلم امروز (۱۳۹۲)
- نامزد تندیس بهترین فیلمبرداری در شانزدهمین جشن خانه سینمای ایران برای فیلم پذیرایی ساده (۱۳۹۲)
- تندیس بهترین فیلمبرداری در هفدهمین دوره جشن حافظ برای فیلم اژدها وارد می‌شود
- تندیس بهترین فیلمبرداری در نوزدهمین دوره جشن حافظ برای فیلم متری شیش و نیم
- تقدیر ویژه بهترین فیلمبرداری در فستیوال بین‌المللی فیلم استکهلم برای فیلم ملبورن (۲۰۱۴)
- نامزد سیمرغ بلورین بهترین فیلمبرداری در سی و چهارمین دوره جشنواره فیلم فجر برای فیلم اژدها وارد می‌شود (۱۳۹۴)
- برنده سیمرغ بلورین بهترین فیلمبرداری برای فیلم تابستان داغ از سی و پنجمین دوره جشنواره فیلم فجر (۱۳۹۵)
- نامزد سیمرغ بلورین بهترین فیلمبرداری در سی و هفتمین دوره جشنواره فیلم فجر برای فیلم متری شیش و نیم (۱۳۹۷)[۲]
- برندهٔ تندیس بهترین فیلمبرداری برای فیلم «اژدها وارد می‌شود» در هجدهمین جشن سینمای ایران (۱۳۹۵)
- برندهٔ تندیس بهترین فیلمبرداری برای فیلم «سرخ‌پوست» در بیست و یکمین جشن سینمای ایران (۱۳۹۸)[۳]
- نامزد سیمرغ بلورین بهترین فیلمبرداری در سی و هشتمین دوره جشنواره فیلم فجر برای فیلم خورشید (۱۳۹۸)